# Alto, Cuneo
Alto là một đô thị tại tỉnh Cuneo trong vùng Piedmont của Italia, vị trí cách khoảng 110 km về phía nam của Torino và khoảng 45 km về phía đông nam của Cuneo. Tại thời điểm ngày 31 tháng 12 năm 2004, đô thị này có dân số 113 người và diện tích là 7,6 km².
Alto giáp các đô thị: Aquila di Arroscia, Caprauna, Nasinovà Ormea.